# Klingon (Star Trek)

Symbool van het Klingon Rijk

De Klingons (ook: Klingonen) zijn een fictieve humanoïde soort uit de televisie- en filmserie Star Trek.

## Biologie
Klingons zien er grotendeels humanoïde (mensachtig qua vorm) uit. Ze hebben doorgaans lange bossen dik haar en de mannen hebben meestal een baard en een snor. Wellicht hun meest sprekende uiterlijke kenmerk is hun geribbelde voorhoofd. Deze ingewikkelde benige structuren variëren van familie tot familie en zijn een evolutionair overblijfsel uit de prehistorie, toen ze nog een uitgebreid extern skelet (exoskelet) hadden en eruitzagen als schaaldieren.
Een tijd lang gedurende de tijd van Star Trek: The Original Series hadden de Klingons externe kenmerken die erg op die van mensen leken en hadden ze een wat conservatievere haardracht. Deze Klingons zijn een sub-soort die ontstaan is tijdens grotendeels mislukte experimenten met genen van augments, genetisch verbeterde mensen. Dit veroorzaakte een ziekte die bijna de gehele Klingonsoort vernietigde. Deze ziekte is later uitgestorven.
De meeste lichaamsfuncties zijn meervoudig uitgevoerd, zoals meervoudige magen, longen en levers. Deze eigenaardigheid, bekend onder de naam brak'lul, maakt Klingons uitermate veerkrachtig. Andere kenmerken van de Klingon-anatomie zijn onder andere de afwezigheid van traanbuizen, lavendelkleurig/roze bloed (volgens sommige onofficiële bronnen gebaseerd op het metaalion mangaan). Klingons zijn gemiddeld vijf maal sterker dan mensen.
Als hij niet in een gevecht sterft, leeft een Klingon doorgaans ten minste 150 jaar.
Voortplanting is mogelijk niet alleen tussen Klingons maar ook met mensen (B'Elanna Torres bijvoorbeeld is half-Klingon en half-mens) en Romulans (Ba'el is half-Klingon en half-Romulan).
De naam Klingon is afgeleid van de naam Clingan. Dit is de naam van een politieagent, een kennis van Gene Roddenberry.

## Karakter
Klingons zijn een volk van strijders. Een Klingon zal gewoonlijk altijd een gevecht accepteren wanneer hij uitgedaagd wordt. Door andere rassen (zoals mensen) worden Klingons daarom vaak gezien als heethoofden die hun emoties niet onder controle kunnen houden. Niets is belangrijker voor een Klingon dan heldhaftigheid tonen. Zelfs wanneer een Klingon de dood in de ogen kijkt zal hij doorvechten. Een eervolle dood wordt verkozen boven gevangenschap, smeken om genade of opgeven. Klingons die oneervol gedrag vertonen worden vaak verstoten door andere Klingons. Klingons vertegenwoordigen altijd hun familie of 'huis'; oneervol gedrag moet dan ook door de hele familie gedragen worden. Wanneer 1 Klingon zich misdragen heeft tast dit de eer aan van alle leden van de familie of het huis.
Ondanks een sterke macho cultuur die gefocust is op geweld en strijd hebben Klingon vrouwen geen onderdanige rol. Zij mogen leider van een huis worden, soldaat worden en zelfs commandant op een schip worden. Zij zullen zich echter net zo strijdvaardig en heldhaftig moeten opstellen als mannen.

## Religie
Volgens de legende zou Kortar (qortagh), de eerste Klingon, samen met zijn gezellin de goden die hen hadden gecreëerd hebben vernietigd en de Hemelen in as hebben gelegd. Deze gebeurtenis wordt verhaald in huwelijksplechtigheden.
De Klingon-waarden en -normen zijn gecentreerd rondom eer. Diegenen die eervol sterven zullen zich zogezegd gaan voegen bij de geest van qeylIS (Kahless) in Sto'Vo'Kor. Daar zullen ze samen met qeylIS en de andere eervol gestorvenen eeuwig strijd voeren in de Zwarte Vloot. qeylIS wordt door Klingons gezien als de grootste strijder uit de geschiedenis. Mythische verhalen over de heldendaden van qeylIS zijn gemeengoed onder Klingons en worden vaak gebruikt als moreel kompas. Wanneer een Klingon zwakte toont zal bijvoorbeeld gezegd worden dat hij heldhaftiger moet zijn, zoals qeylIS dat was.
Niet-eervol gestorvenen zijn gedoemd tot een eeuwigheid in gre'or (Gre'thor), de onderwereld die bewaakt wordt door Fek'lhr, en waar ze tot in eeuwigheid worden gefolterd. Fek'lhr ziet eruit als een sater, met een zeer lelijk gezicht en een zeer gespierd bovenlichaam. Fek'lhr is er voornamelijk om de eerlozen binnen te houden, niet zozeer om de eervollen of levenden buiten te houden.
Gre'thor is uitsluitend te bereiken via een tocht op de Ark der Doden (Barge of the Dead), die vaart over de Rivier van Bloed (River of Blood) en in alle eeuwigheid wordt bestuurd door Kortar.
Om de doden wordt niet gerouwd, ze worden gevierd. Het dode lichaam wordt gezien als een lege huls die weggegooid kan worden.

## Geschiedenis van het Klingonrijk
Het Klingonrijk werd rond het jaar 500 op de Klingon-thuiswereld Kronos (Qo'noS) gesticht door Kahless de Onvergetelijke.
Het rijk heeft diverse dynastieën gekend, alsmede "De Donkere Tijd", een 10-jarig democratie-experiment tussen de 2e en 3e dynastie.
Omstreeks de 14e eeuw werd Qo'noS bezet door de Hur'q die diverse schatten roofden, waaronder het Zwaard van Kahless.
Omstreeks 2069 werd een Hoge Raad gevormd, waarbij de positie van Keizer werd afgeschaft, tot 2269.
In het vroege deel van de 22e eeuw krijgt de Krijgersklasse een steeds grotere invloed op de Klingonmaatschappij, waarbij vooral het rechtssysteem het moet ontgelden.
In 2151 probeert een factie in de Koude Tijdoorlog vanuit de 28e eeuw de tijdlijn te veranderen door onrust te zaaien binnen het Klingonrijk met behulp van de Suliban Samenzwering. Dit resulteerde in het eerste contact tussen Klingons en Mensen.
Rond 2223 zijn de betrekkingen tussen het rijk en de Federatie substantieel afgetakeld, wat te merken is aan hevige vijandigheden die tot in 2293 duren.
In 2267 vormen de Klingons en de Romulanen een militaire alliantie en de Klingons ruilen enkele D7-slagschepen (Birds of Prey) in voor enkele cloaking devices ('camouflageschilden')
In 2293 wordt de atmosfeer van Kronos verontreinigd wanneer Praxis, een van de manen van Kronos, explodeert. Deze gebeurtenis is een ommekeer in de relatie tussen de Klingons en de United Federation of Planets, omdat de Klingons het zich niet kunnen veroorloven door te gaan met hun excessieve militaire activiteiten en ook nog met dit nieuwe probleem af te rekenen. (Parallellen met het einde van de Koude Oorlog en de relatie tussen de Verenigde Staten en de bankroete Sovjet-Unie waren overduidelijk). Daarom gaan de twee een samenwerking aan die ongeveer 80 jaar duurt en eindigt in 2372 wanneer de Klingons de Cardassians aanvallen.
In 2342 beginnen de Klingons en de Romulanen een gewelddadige oorlog nadat de Romulanen de Klingon-buitenpost Narendra III aanvallen.
In 2357 wordt Worf, zoon van Mogh (gespeeld door Michael Dorn), de eerste Klingon in de Starfleet Academie en in 2364 scheept hij in op de USS Enterprise NCC-1701D als reserve conn-officier en tactisch officier, met de rang van Lieutenant junior grade.
2367 ziet het begin van de Klingon-Burgeroorlog nadat Chancellor K'mpec wordt vermoord. Voorafgaand aan zijn dood heeft K'mpec kapitein Jean-Luc Picard als zijn arbiter van opvolging (Arbiter of Succession) benoemd. Gowron wordt gekozen, maar het Huis Duras vecht deze beslissing aan en de burgeroorlog begint. Het wordt later duidelijk dat de Romulanen Duras steunden en Duras verloor daardoor snel alle steun, waardoor de oorlog tot een einde komt en Gowron overblijft als de onbetwiste leider van het Rijk.
Rond 2374 vormen de Klingons opnieuw een alliantie met de Federatie, deze keer tegen de Dominion. Kort voor het einde van de Dominion-oorlog doodt Worf Gowron omdat deze een verkeerde tactiek zou hebben gevolgd in de oorlog, alleen om de positie van generaal Martok te verslechteren. Worf laat de rol van Kanselier over aan Martok, in plaats van deze rol zelf te vervullen. In 2375 wordt de Dominion verslagen door de gecombineerde vloot van de Federatie, de Romulanen en de Klingon, met de hulp van de Cardassiaanse vloot, gedurende een laatste slag op Cardassia Prime.

## Wie-Is-Wie

### Leiders
- Molor (dictator, werd afgezet door Kahless)
- Kahless de onvergetelijke (sticht Rijk omstreeks 500 C.E.)
- Emperor Reclaw (laatste van de tweede dynastie)

"Donkere Tijd" (10 jaar democratie tussen tweede en derde dynastie)
- Emperor Sompek

Chancellors
- Gorkon (gestorven 2293)
- Azetbur (vanaf 2293)
- Mow'ga (2de Rijk)
- K'mpec (gestorven 2367)
- Gowron (vanaf 2367 tot 2375)

- Keizer Kahless (Ceremonieel heerser sinds 2369, samen regerend met Chancellor)
  - Martok (vanaf 2375)

### Overige Klingons
- Worf (wo'rIv)
- K'Ehleyr (qeylargh)
- B'Elanna Torres (half-mens)
- Ba'el (half-romulan)
- Kortar (qortagh)
- Alexander (zoon van Worf)

## Taal
De Klingons hebben hun eigen taal; eigenlijk zijn het er twee. De bekendste van de twee heet Klingon of tlhIngan Hol. Daarnaast is er nog het Klingonaase, de taal zoals die wordt genoemd en gebruikt in The Final Reflection van John Ford, en die voor de ontdekking van tlhIngan Hol zeer populair was in het Klindom. Er wordt geschat dat enkele tientallen mensen in de wereld vloeiend Klingon spreken. De taal is moeilijk te gebruiken in alledaagse conversatie door een groot gebrek aan vocabulaire.
Door de oorsprong van de taal (een sciencefictionserie) is er een gebrek aan alledaagse vertalingen in het Klingon voor bijvoorbeeld 'auto' of 'boekenkast'.